# Deppea tubaeana
Deppea tubaeana är en måreväxtart som beskrevs av Attila L. Borhidi. Deppea tubaeana ingår i släktet Deppea och familjen måreväxter. Inga underarter finns listade i Catalogue of Life.